# Irituia
Irituia é um município brasileiro localizado na região Nordeste do estado do Pará, na Região Geográfica de Castanhal, à uma latitude 01º46'16" sul e longitude 47º26'17" oeste.

## Geografia
Localiza-se a uma latitude 01º46'16" sul e a uma longitude 47º26'17" oeste, estando a uma altitude de 25 metros. Possui uma população estimada segundo o Censo Demográfico de 2016 era de 31 664 habitantes, distribuido em uma área de 1 384,2 km².